# Jogos Olímpicos de Verão de 1908

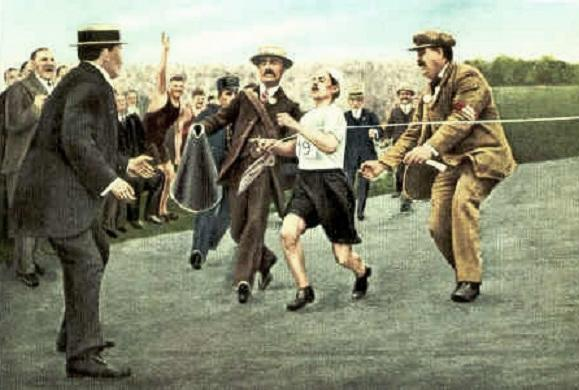
Dorando Pietri na chegada da maratona dos Jogos Olímpicos de Londres de 1908

Jogos Olímpicos de Verão de 1908 (em inglês: 1908 Summer Olympics), oficialmente denominados Jogos da IV Olimpíada foram realizados em Londres, no Reino Unido, entre 27 de abril e 31 de outubro de 1908 com a participação de 2 008 atletas, entre eles 37 mulheres, de 22 nações.
Após a realização dos Jogos Intercalares de 1906 na Grécia, considerados não-oficiais e que não tiveram seus resultados computados pelo Comitê Olímpico Internacional, originalmente esta edição deveria ser realizada em Roma, mas uma erupção do vulcão Vesúvio obrigou as autoridades italianas a usar todos seus recursos econômicos para combater os efeitos da tragédia e a desistir de sediar os Jogos, que acabaram por serem transferidos para a capital britânica.
Considerados os primeiros Jogos realmente bem organizados para um evento deste porte, após os fracassados e improvisados Jogos de Paris e Saint Louis, apesar de terem novamente sua duração alongada por mais de seis meses, eles obtiveram o empenho pessoal do Rei Eduardo VII para sua realização e se desenrolaram no primeiro complexo olímpico construído, o Shepperd's Bush Stadium, em White City, subúrbio londrino, com capacidade para cem mil espectadores e que constava de estádio de futebol, pista de atletismo, piscina, pista de ciclismo e instalações para a ginástica e a luta.
Foi nestes Jogos que a Grã-Bretanha, a dona da casa, pela primeira e única vez, liderou o quadro de medalhas em uma Olimpíada, num total de 145 sendo 56 de ouro, mais do dobro de seus perseguidores diretos, os Estados Unidos.

## Fatos e destaques

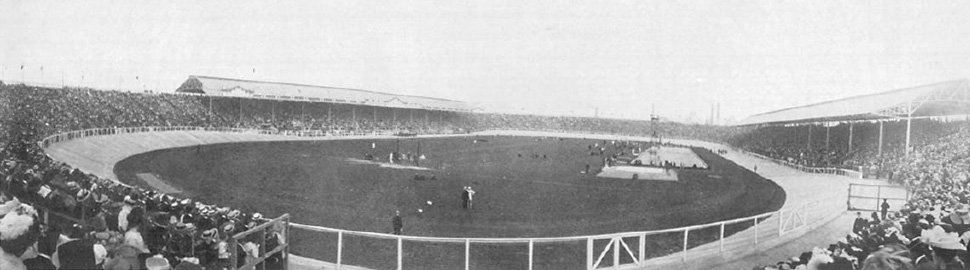
Estádio Olímpico de White City durante os Jogos

- Esta viria a ser a primeira das três ocasiões na qual Londres foi sede dos Jogos Olímpicos. As outras duas edições foram em 1948 e 2012.[1][2]

- Pela primeira vez, na cerimónia de abertura os atletas desfilaram por nações, visto que a maioria dos países enviou equipes nacionais.

- O italiano Dorando Pietri protagonizou o mais dramático momento destes Jogos, que a história preservou como a maior lembrança dos Jogos de 1908, ao vencer completamente exausto e desorientado a maratona e ser desclassificado logo depois, por ser ajudado a cruzar a linha de chegada pelos fiscais de pista, caindo desmaiado a seguir. A fotografia que eternizou o momento de sua chegada é considerada o primeiro grande ícone fotográfico dos esportes no século XX.

- Nestes Jogos, a maratona foi disputada pela primeira vez na distância de 42 195 metros – que se mantém até hoje – para que a família real pudesse acompanhar a largada da prova dos jardins do Palácio de Verão, fazendo assim com que a distância a ser percorrida pelos maratonistas, ganhasse mais 2 195 m além dos 40 km originais.

- Devido aos protestos da delegação dos Estados Unidos, que se recusou a aceitar a anulação da primeira prova dos 400 metros rasos no atletismo e a disputar nova corrida, o inglês Wyndham Halswelle conquistou a medalha de ouro desta prova correndo sozinho.

- Os arqueiros Lottie Dod e William Dod, foram os primeiros irmão e irmã a receberem medalhas olímpicas.

- Oscar Swahn, então com 60 anos, foi o atleta mais velho a ganhar uma medalha de ouro, na competição de tiro (disciplina de tiro ao veado, um tiro).

- O hóquei sobre grama pela primeira vez fez parte do programa olímpico.

- O norte-americano Ray Ewry ganhou, pela terceira vez, as provas de salto em altura e salto em distância sem impulsão (modalidade que não faz mais parte do programa olímpico), mantendo-se até à data o único atleta a ganhar oito medalhas de ouro apenas em provas individuais.

- Numa demonstração do espírito desportivo dos Jogos Olímpicos, a final da luta greco-romana entre Frithiof Martensson e Mauritz Andersson foi adiada para permitir que Martensson se recuperasse de uma pequena lesão. Martensson acabaria por ganhar a final.

- Pela primeira e única vez na história dos Jogos Olímpicos uma prova ficou sem vencedor. A prova de 1 km de velocidade masculino do ciclismo não teve campeão, nem vice nem terceiro colocado, apesar de ter contado com a participação de 45 atletas, após todos os competidores excederem o tempo mínimo limite para a sua conclusão.[3]

## Modalidades disputadas
| - Atletismo - Boxe - Cabo de guerra - Ciclismo - Esgrima - Futebol - Ginástica - Hóquei sobre a grama - Jeu de paume - Lacrosse - Motonáutica - Natação | - Polo - Polo aquático - Patinação artística - Raquetes - Remo - Rugby - Saltos ornamentais - Tênis - Tiro - Tiro com arco - Vela - Lutas |

## Países participantes

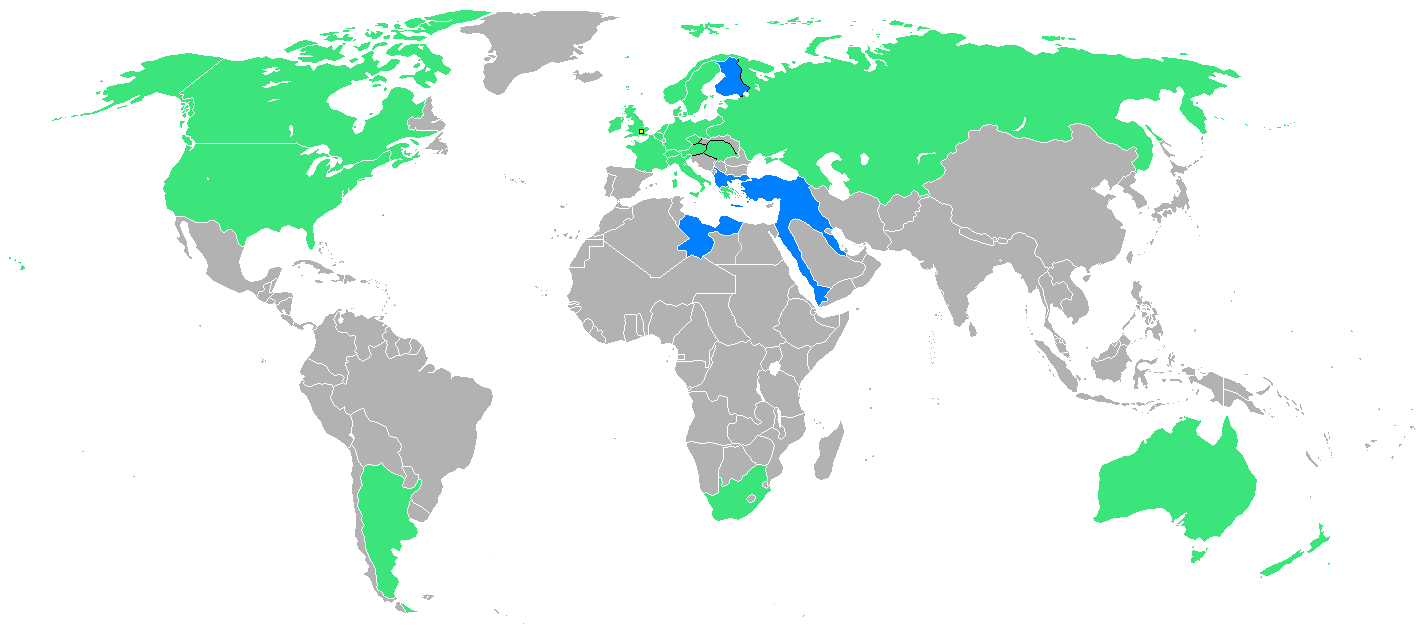
Participantes dos Jogos Olímpicos em 1908, com as nações estreantes em azul

Um total de 22 nações foram representadas em Londres. Mesmo sendo parte do Império Russo na época, a Finlândia competiu com sua delegação própria pela primeira vez. Turquia (na época Império Otomano) e Nova Zelândia também enviaram atletas pela primeira vez, sendo que esta última competiu numa equipe conjunta com a Austrália (denominada Australásia).
O fato da Grã-Bretanha competir como uma única equipe desagradou a alguns competidores irlandeses, que achavam que a Irlanda deveria competir por conta própria mesmo fazendo parte do Reino Unido na época. Temendo um boicote irlandês, as autoridades mudaram o nome do time para "Grã-Bretanha e Irlanda", e em dois esportes, hóquei sobre a grama e polo, a Irlanda participou com uma equipe separada, ganhando medalhas de prata em ambos (historicamente as medalhas são creditadas para a Grã-Bretanha).
Na lista abaixo, o número entre parênteses indica o número de atletas por cada nação nos Jogos:
- RSA África do Sul (14)
- GER Alemanha (81)
- ARG Argentina (1)
- ANZ Australásia (30)
- AUT Áustria (7)
- BEL Bélgica (88)
- BOH Boêmia (19)
- CAN Canadá (87)
- DEN Dinamarca (79)
- USA Estados Unidos (112)
- FIN Finlândia (67)
- FRA França (363)
- GBR Grã-Bretanha (676)
- GRE Grécia (20)
- HUN Hungria (63)
- RU1 Império Russo (6)
- ITA Itália (68)
- NOR Noruega (69)
- NED Países Baixos (113)
- SWE Suécia (168)
- SUI Suíça (1)
- TUR Turquia (1)

Alguns historiadores olímpicos ainda listam um competidor da Islândia, apesar do território integrar o reino da Dinamarca na época. O Comitê Olímpico Internacional também reconhece essa aparição como a primeira da Islândia em Jogos Olímpicos, mas lista apenas as 22 nações participantes acima.

## Quadro de medalhas
| Ordem | País               | Medalha de ouro | Medalha de prata | Medalha de bronze |     |
| ----- | ------------------ | --------------- | ---------------- | ----------------- | --- |
| 1     | GBR Grã-Bretanha   | 56              | 51               | 39                | 146 |
| 2     | USA Estados Unidos | 23              | 12               | 12                | 47  |
| 3     | SWE Suécia         | 8               | 6                | 11                | 25  |
| 4     | FRA França         | 5               | 5                | 9                 | 19  |
| 5     | GER Alemanha       | 3               | 5                | 5                 | 13  |